# لاکهید سی-۶۹ کونستلیشن
لاکهید سی-۶۹ کونستلیشن (به انگلیسی: Lockheed C-69 Constellation) یک هواگرد ساختِ کارخانهٔ لاکهید کورپوریشن در کشور ایالات متحده آمریکا است که در سال ۱۹۴۲–۱۹۴۵ ساخته شد. نخستین استفاده‌کنندهٔ این هواگرد نیروی هوایی ارتش ایالات متحده آمریکا بوده‌است. این هواگرد برای نخستین بار در ۹ ژانویه ۱۹۴۳ میلادی مورد استفاده قرار گرفت.